# Rezistans ek Alternativ
Rezistans ek Alternativ (en français : Résistance et Alternative ; abrégé en ReA) — également surnommé le Parti Papillon — est un parti politique mauricien fondé en 2005. 
Engagé depuis sa création contre le communalisme présent dans le système électoral mauricien, le parti entre pour la première fois à l'Assemblée nationale avec trois députés, après sa victoire au sein de l'Alliance du changement lors des élections législatives de 2024.

## Historique

### Fondation
Rezistans ek Alternativ est fondé en mars 2005 par un groupe dissident du parti Lalit (en).

### Première victoire électorale
En vue des élections législatives de 2024, le porte-parole de ReA, Ashok Subron, appelle au rassemblement des partis d'opposition pour vaincre le Premier ministre sortant Pravind Jugnauth du Mouvement socialiste militant et ses alliés. Des discussions sont alors entamés avec les partis d'opposition du Parti travailliste mauricien (PTr), du Mouvement militant mauricien (MMM) et des Nouveaux démocrates (ND) afin de former un alliance électorale,. Cela abouti le 13 septembre 2024 à la formation de l'Alliance du changement, afin de présenter des candidatures uniques dans chaque circonscriptions électorales.
Au sein de cette nouvelle coalition des divergences apparaissent avec ReA sur le nombre d'investiture de candidats qui lui est donné, ce dernier en demandant trois alors que la coalition lui en donne deux. Après de longues négociations le parti se voit accorder le 9 octobre 2024 ses trois candidatures,. Le 10 octobre, il confirme dans la foulée sa participation au scrutin au sein de l'Alliance du changement par la signature officielle de l'accord entre les quatre partis composantes, en vue de son enregistrement auprès de la commission électorale. À l'issue des résultats des législatives du 10 novembre, la coalition remporte une victoire écrasante avec 60 des 62 sièges à pourvoir, permettant à ReA de faire son entrée à l'Assemblée nationale avec l'élection de ses trois candidats.
Le parti fait son entrée en novembre 2024 dans le troisième gouvernement de Navin Ramgoolam avec la nomination de son porte-parole, Ashok Subron, en tant que ministre de l'Intégration sociale, de la Sécurité sociale et de la Solidarité nationale.
Lors des élections municipales de 2025, le parti remporte cinq sièges, toujours avec l'Alliance du changement qui remporte la quasi intégralité des conseillers municipaux.

## Positionnement et idéologie
Dans son manifeste pour les élections législatives de 2014, Rezistans ek Alternativ se définit comme un « mouvement de gauche » avec des « valeurs humanistes, et de respect de la nature ». Le parti souhaite également l'établissement d'une démocratie participative. Il est positionné à gauche de l'échiquier politique par L'Express et Le Mauricien, les deux principaux quotidiens francophones du pays,.
Le parti reste opposé à la domination du Royaume-Uni et à l'existence d'une base militaire américaine sur l'archipel des Chagos que Maurice revendique.

### Opposition au communalisme
Rezistans ek Alternativ se démarque par sa forte opposition au communalisme présent dans le système électoral à l'Assemblée nationale, le parlement mauricien. En effet, huit sièges sont attribués par la Commission électorale selon le système dit des « meilleurs perdants » afin de favoriser la représentativité des différentes communautés de l'île.
Depuis sa fondation en 2005, le parti dénonce la disqualification des candidatures qui refusent d'indiquer leur appartenance ethnique notamment par la voie judiciaire. Lors de sa première participation lors des élections législatives de 2005, les onze candidats du parti sont rejetés par la commission en raison de ce refus, cependant en juin 2005 un jugement de la Cour suprême ordonne leur réintégration dans la campagne. Cependant la Commission électorale fait appel de cette décision, et la Cour suprême réunie en assemblée plénière lui donne raison quelques jours plus tard contraignant les candidats de ReA à indiquer leur communauté. Le parti porte alors sa plainte devant le Comité des droits de l'homme. Le parti réitère en 2010, en portant un appel devant le Comité judiciaire du Conseil privé après la disqualification, par la Commission électorale puis par la Cour suprême, de 104 candidatures qui avaient refuser d'indiquer leur appartenance ethnique.
Lors des élections législatives de 2019, Rezistans ek Alternativ, opposé au système, entreprend d'utiliser le droit récemment acquis en 2014 de se présenter sans classification ethnique, bien que cette action les rend inéligibles à l'obtention d'un siège de « meilleurs perdants ». La commission électorale rejette cependant les candidatures de ces vingt postulants en leurs intimant d'y indiquer leur communauté d'origine. Le Premier ministre sortant Pravind Jugnauth est accusé d'être derrière cette décision, contre laquelle les postulants saisissent la Cour suprême. Le 26 octobre, la Cour suprême juge inconstitutionnelle les candidatures en tant que « mauricien », la Constitution ne mentionnant que les quatre communautés du système communaliste.

## Résultats électoraux
| Année | Voix                                | %                                   | Sièges | +/–           | Gouvernement          |
| ----- | ----------------------------------- | ----------------------------------- | ------ | ------------- | --------------------- |
| 2005  | 2 964                               | 0,15                                | 0 / 70 |               | Extraparlementaire    |
| 2014  | 23 117                              | 1,13                                | 0 / 69 | en stagnation | Extraparlementaire    |
| 2024  | au sein de l'Alliance du changement | au sein de l'Alliance du changement | 3 / 66 | 3             | Ramgoolam III (2024-) |